# علي أباد (طبس مسينا)
علي أباد (بالفارسية: علی‌آباد) هي مستوطنة تقع في إيران في قسم طبس مسینا الريفي. يقدر عدد سكانها بـ 393 نسمة بحسب إحصاء 2016.